# New International Version
La New International Version ("Nouvelle version internationale" ou NIV) est une traduction de la Bible en anglais, espagnol et portugais publiée par Biblica (anciennement la Société biblique internationale). 

## Histoire

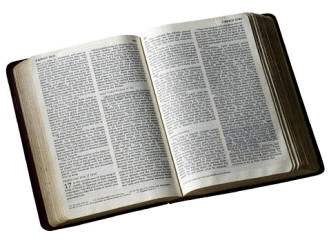
La Bible.

La New International Version a son origine dans un projet de traduction de l'Association nationale des évangéliques des USA en 1957 . En 1967, la société Biblica a pris la responsabilité du projet et a engagé une équipe de 15 experts biblistes de diverses confessions chrétiennes évangéliques et de divers pays pour la traduction à partir des manuscrits les plus anciens, écrits en hébreu, en araméen et en grec,.
Le Nouveau Testament a été publié en 1973 par Zondervan aux États-Unis, et la bible complète en 1978 . En 1999, une traduction en espagnol a été publiée, suivie d'une traduction en portugais en 2001. La NIV a été mise à jour en 1984 et 2011. En 2013, la Nouvelle version internationale est l'une des versions les plus répandues de la Bible avec plus de 450 millions d'exemplaires en anglais vendus.